# Stazione di Redipuglia
Stazione di Redipuglia vasútállomás Olaszországban, Fogliano Redipuglia településen.

## Vasútvonalak
Az állomást az alábbi vasútvonalak érintik:
- Udine–Trieszt-vasútvonal
- Cormons-Redipuglia-vasútvonal

## Kapcsolódó állomások
A vasútállomáshoz az alábbi állomások vannak a legközelebb:
- Stazione di Sagrado
- Stazione di Ronchi dei Legionari Nord